# Liči
Liči ili azijska trešnja (лат. Litchi chinensis)  biljka je koje potiče iz jugozapadne Azije, s juga Kine, juga Japana (Ostrva Rijukju), Indonezije i Filipina.
Seme ličija sadrži metilen ciklopropil glicin koji može izazvati hipoglikemiju povezanu sa izbijanjem encefalopatije kod pothranjene indijske i vijetnamske dece koja su konzumirala voće ličija.

## Taksonomija
je jedini član roda Litchi u porodici Sapindaceae. Opisao ga je i nazvao francuski prirodnjak Pjer Sonerat u svom izveštaju „Voyage aux Indes Orientales et à la Chine, fait depuis 1774 jusqu'à 1781“ (prevod: „Putovanje u Istočnu Indiju i Kinu, napravljeno između 1774. i 1781.“) , koji je objavljen 1782. godine. Postoje tri podvrste, koje se određuju po cvetnom rasporedu, debljini grančica, plodu i broju prašnika.
- je jedini komercijalizovani liči. Divlje raste u južnoj Kini, severnom Vijetnamu i Kambodži. Ima tanke grančice, cvetovi obično imaju šest prašnika, plodovi su glatki ili sa izbočinama do 2 mm (0,079 in).
- U divljini je uobičajen na Filipinima i retko se uzgaja. Ima tanke grančice, šest do sedam prašnika, duge ovalne plodove sa šiljastim izbočinama do 3 mm (0,12 in).[8]
- Poznat je samo u kultivaciji, u Maleziji i Indoneziji. Ima debele grančice, cvetove sa sedam do jedanaest prašnika u sedećim grozdovima, glatke plodove sa izbočinama do 1 mm (0,039 in).[7][9]

## Opis
je zimzeleno drvo koje je često manje od 15 m (49 ft) visoko, ponekad dostiže 28 m (92 ft). Njegovi zimzeleni listovi, dugi 5 do 8 inča (12,5–20 cm), perasti su, imaju 4 do 8 naizmeničnih, eliptično duguljastih do kopljastih, naglo zašiljenih listova.
Kora je sivo-crna, grane smeđe-crvene. Njegovi zimzeleni listovi su dugački 12,5 do 20 cm (4,9 do 7,9 in) sa listićima u dva do četiri para. Liči je po lišću sličan porodici Lauraceae, verovatno zbog konvergentne evolucije. Prilagođeni su razvijanjem listova koji odbijaju vodu, a nazivaju se laurofil ili lauroidni listovi. Cveće raste na završnim cvastima sa mnogo metlica na rastinju tekuće sezone. Metlice rastu u grozdovima od deset ili više, dostižući 10 do 40 cm (3,9 do 15,7 in) ili duže, držeći stotine malih belih, žutih ili zelenih cvetova koji su izrazito mirisni.
Liči daje mesnate plodove koji sazrevaju za 80–112 dana u zavisnosti od klime, lokacije i sorte. Plodovi variraju u obliku od okruglog do jajolikog do srcolikog, do 5 cm dužine i 4 cm širine (2,0 in × 1,6 in), težine približno 20 g. Tanka, žilava koža je zelena kada je nezrela, sazreva do crvene ili ružičasto-crvene boje, glatka je ili prekrivena malim oštrim izbočinama grube teksture. Kora je nejestiva, ali se lako uklanja da bi se otkrio sloj prozirnog belog mesnatog arilusa sa cvetnim mirisom i slatkim ukusom. Koža postaje smeđa i suva kada se izostavi nakon berbe. Mesnati, jestivi deo ploda je aril, koji okružuje jedno tamnosmeđe nejestivo seme koje je dugačko 1 do 3,3 cm i široko 0,6 do 1,2 cm (0,39–1,30 sa 0,24–0,47 inča). Neke sorte daju visok procenat plodova sa smežuranim pobačenim semenom poznatim kao 'pileći jezici'. Ovi plodovi obično imaju višu cenu, jer imaju više jestivog mesa. Pošto se cvetni ukus gubi u procesu konzerviranja, voće se obično jede sveže.

## Istorija
Uzgoj ličija je počeo u regionu južne Kine, još od 1059. godine, kao i u Maleziji i severnom Vijetnamu. Nezvanični podaci u Kini govore o ličiju još 2000. godine pre nove ere. Divlje drveće još uvek raste u delovima južne Kine i na ostrvu Hajnan. Plod je korišćen kao poslastica na kineskom carskom dvoru.
U 1. veku, za vreme dinastije Han, sveži liči su bili popularni predmeti počasti i bili su toliko traženi na carskom dvoru da je posebna kurirska služba sa brzim konjima donosila sveže voće iz Guangdonga. Postojala je velika potražnja za ličijem u dinastiji Song (960-1279), prema Caj Sjangu, u njegovom Li chi pu (Traktatu o ličijima). Takođe je to bilo preferentno voće omiljene konkubine cara Li Lungđija (Sjuencunga) po imenu Jang Juhuan (Jang Guejfej). Car je naložio da se voće uz velike troškove isporuči u prestonicu.
Liči je privukao pažnju evropskih putnika, kao što je španski biskup, istraživač i sinolog Huan Gonzales de Mendoza u svojoj Istoriji velikog i moćnog kraljevstva Kine (1585; engleski prevod 1588), zasnovanoj na izveštajima španskih fratara koji su posetili Kinu tokom 1570-ih, dao je veliku pohvalu ovom voću:
Oni imaju neku vrstu šljiva, koje zovu liči, koji su izuzetno galantnog ukusa i ne povređuju bilo koje telo, iako ih jedu u velikim brojevima.
Kasnije je liči opisao i uveo na Zapad 1656. Mihal Bojm, poljski jezuitski misionar (u to vreme Poljsko-litvanski savez).

### Dvostruka domestikacija
Genomske studije pokazuju da je liči rezultat dvostrukog pripitomljavanja nezavisnim uzgojem u dva različita regiona drevne Kine.

## Kultivacija i upotrebe
Liči se ekstenzivno uzgaja u južnoj Kini, Tajvanu, Vijetnamu i ostatku tropske jugoistočne Azije, na Indijskom potkontinentu i u tropskim regionima mnogih drugih zemalja. Zahtevaju tropsku klimu bez mraza i koja nije ispod temperature od −4 °C (25 °F). Ličiji zahtevaju klimu sa velikom letnjom vrućinom, padavinama i vlažnošću, optimalno rastu na dobro dreniranim, blago kiselim zemljištima bogatim organskom materijom i malčom.
Postoji oko 200 sorti, sa ranim i kasnim oblicima sazrevanja koji su pogodni za topliju i hladniju klimu, iako se uglavnom osam sorti koristi za trgovinu u Kini. Gaje se i kao ukrasno drvo, kao i zbog plodova. Najčešći način razmnožavanja ličija je metoda koja se zove vazdušno nanošenje slojeva ili markoting. Vazdušni slojevi, ili marcotts, se prave tako što se grana zrelog drveta pokrije podlogom za ukorenjavanje, kao što je treset ili sfangumsna mahovina, a zatim se podloga omota polietilenskom folijom i dozvoli isečcima da se ukorene. Kada dođe do značajnog ukorenjavanja, sloj se iseče sa grane i sadi u saksiju.
Prema narodnom predanju, drvo ličija koje ne daje mnogo ploda može biti anelamentirano, što dovodi do veće proizvodnje voća. Kada se centralno otvaranje stabala vrši kao deo obuke i rezidbe, može se postići stereo plodonošenje za veću produktivnost voćnjaka.
Liči se obično prodaje u svežem stanju na azijskim tržištima. Crvena kora postaje tamno smeđa kada se voće ohladi, ali to ne utiče na ukus. Takođe se prodaje u konzerviranom obliku tokom cele godine. Plod se može sušiti sa netaknutom korom, pri čemu se meso skuplja i potamni.

## Drvo
Liči je suptropska biljka, koja leti koristi visoku temperaturu i vlagu, a prezimi na hladnoći koja se ne spušta ispod tačke leđenja. Drvo je zimzeleno, sa tamnozelenim sjajnim listovima i naraste između 10 i 15 metara visoko. Danas je poznato oko 100 sorti ličija.

## Plod
Plodovi ličija su u obliku jajeta i dugi su oko 3 do 5 centimetara. Njihova gruba, hrapava i krhka ljuska je crvena ili ružičasta, obrasla dužim dlačicama. Kad se osuši postane smeđkasta. Meso ploda je belo, slatko-kiselkasto, slično grožđu, a u središtu ima veliku košticu. 
Liči sadrži ogromnu količinu vitamina C i B, kalijuma, bakra, fosfora i magnezijuma.
Da bismo ga pojeli, liči oljuštimo i jedemo kao trešnje (odstranimo nejestivu košticu).
Liči je izvrstan za voćne salate, odlično se kombinuje sa mangom, dinjama i trešnjama.

## Slike ličija
- Zreli plodovi
- Plodovi ličija

## Literatura
- Boning, Charles R. (2006). „Lychee”. Florida's Best Fruiting Plants: Native and Exotic Trees, Shrubs, and Vines. Sarasota, Florida: Pineapple Press, Inc. стр. 130—133.
- Hui, Y. H. (2008). „Lychee”. Handbook of Fruits and Fruit Processing. New Delhi: Wiley India. стр. 606—611. ISBN 978-81-265-1788-6.
- Kadam, S. S.; S. S. Deshpande (1995). „Lychee”.  Ур.: D. K. Salunkhe; S. S. Kadam. Handbook of fruit science and technology: production, composition, storage, and processing. New York: M. Dekker. стр. 435—443. ISBN 978-0-8247-9643-3.
- Rosengarten, Frederic (2004). „Litchi 'Nuts'”. The book of edible nuts. New York: Dover Publications. стр. 299—300. ISBN 978-0-486-43499-5.

## Spoljašnje veze
- Lychee production - Food and Agriculture Organization
- Ackee and saltfish: Jamaica's breakfast of champions – BBC Travel